# Mäntyharju

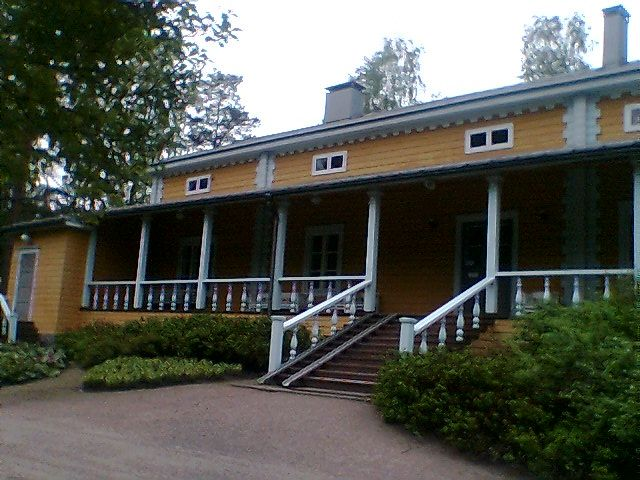
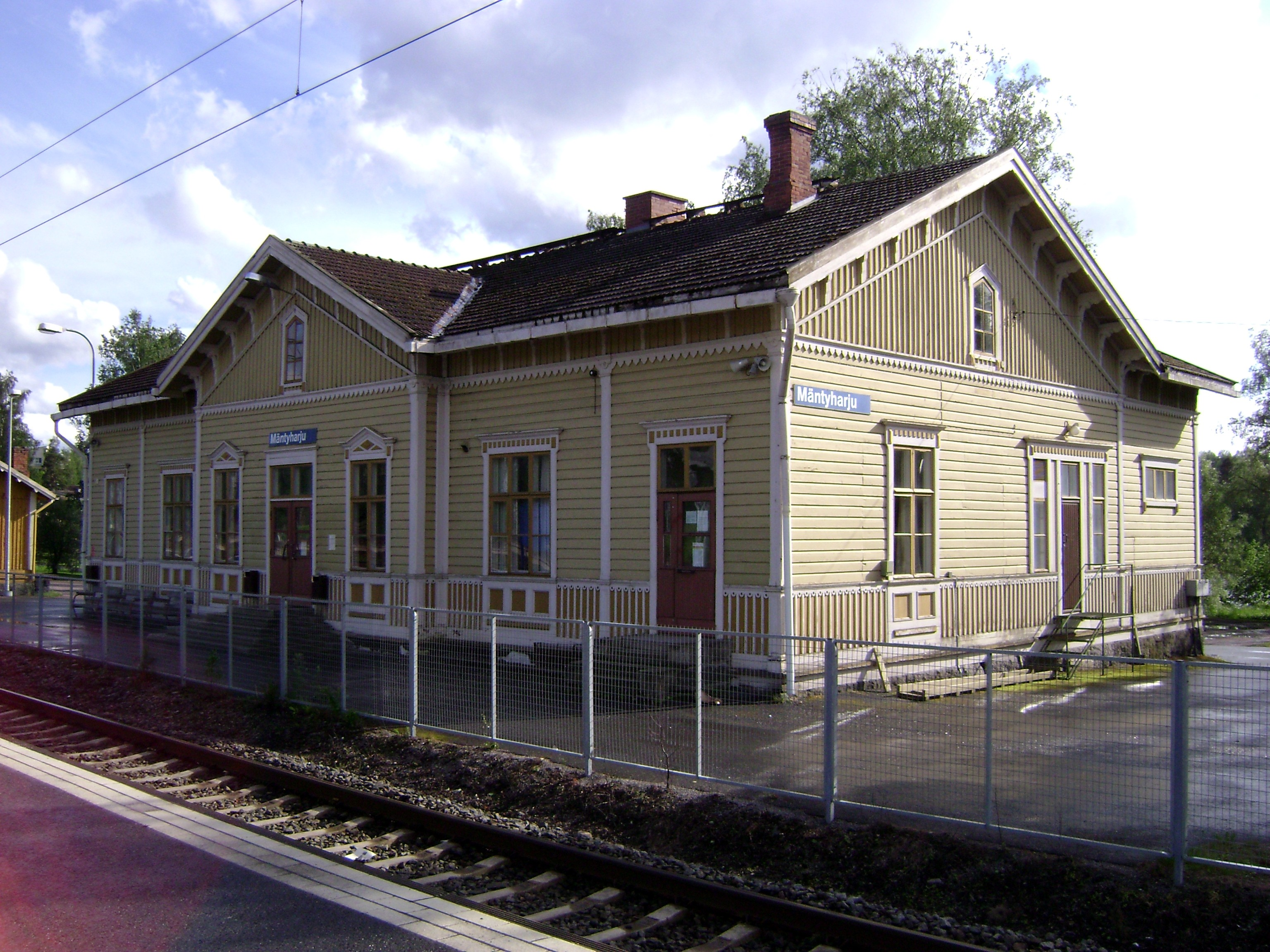
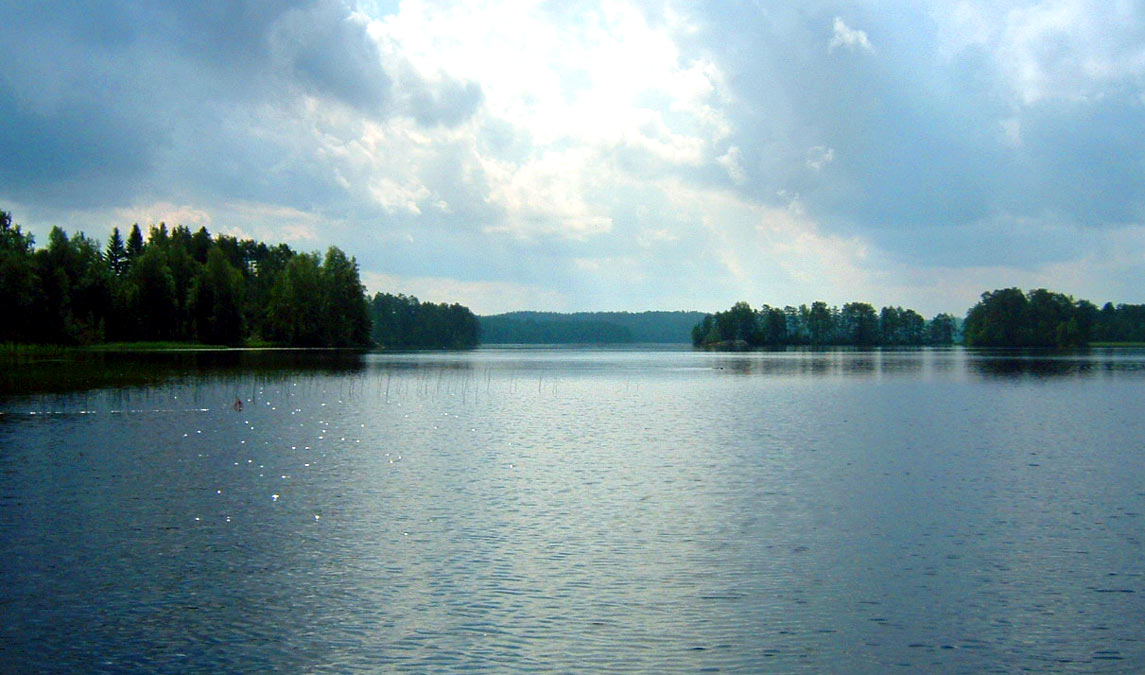

Mäntyharju is een gemeente in de Finse provincie Oost-Finland en in de Finse regio Zuid-Savo. De gemeente heeft een landoppervlakte van 981,21 km² en telt 5.564 inwoners (2022).